# جاك برابهام
جاك برابهام (بالإنجليزية: Jack Brabham)‏ مواليد 2 أبريل 1926 في نيوساوث ويلز، أستراليا، هو سائق فورملا 1 أسترالي بدأ مسيرته الاحترافية عام 1955. حائز على بطولة العالم للفورملا 1. كان أول سباق له هو سباق الجائزة الكبرى البريطاني 1955، حقق أول فوز له في سباق الجائزة الكبرى الأسترالي 1959. خاض خلال مسيرته 128 سباقاً، فاز في 14 منها، وهو ميكانيكي طيران بسلاح الجو الملكي الاسترالي وعمل بورشة عمل هندسية صغيرة قبل أن يبدأ بمسيرة سباق السيارات القزم في عام 1948، نجاحاته مع سباق الطرق بأستراليا ونيوزيلندا أدى إلى ذهابه إلى بريطانيا لمواصلة مسيرته، هناك أصبح جزءا من فريق سباقات شركة كوبر للسيارات، وساهم في تصميم السيارات المتوسطة التي قدمها كوبر إلى فورمولا وان وإنديانابوليس 500، وفاز ببطولة العالم فورمولا وان في عامي 1959 و1960، وفي عام 1962 أسس ماركه برابهام الخاصة مع زميله رون توراناك الأسترالي، وفي الستينيات أصبح أكبر مصنع لسيارات سباقات العملاء في العالم.
في موسم الفورمولا واحد في عام 1966 أصبح برابهام الأول - وما
يزال - الرجل الوحيد للفوز ببطولة العالم فورمولا واحد بقيادة واحدة من سياراته الخاصة، وكان آخر بطل العالم على قيد الحياة في الخمسينات، تقاعد برابهام في أستراليا بعد موسم الفورمولا واحد عام 1970، حيث اشترى مزرعة وحافظ على المصالح التجارية، والتي تضمنت محرك تطويرات سباقات السيارات المصنعة والعديد من المرائب.، توفي بتاريخ 19 مايو سنة 2014

## روابط خارجية
- جاك برابهام على موقع IMDb (الإنجليزية)
- جاك برابهام على موقع الموسوعة البريطانية (الإنجليزية)
- جاك برابهام على موقع ديسكوغز (الإنجليزية)
- جاك برابهام على موقع Racing-Reference.info (الإنجليزية)
- جاك برابهام على موقع DriverDB.com (الإنجليزية)
- جاك برابهام على موقع قاعة أستراليا للمشاهير الرياضية (الإنجليزية)